# Вирадејл (Вашингтон)
Вирадејл (енгл. Veradale) град је у америчкој савезној држави Вашингтон.

## Демографија
По попису из 2000. године број становника је 9.387.
| Група             | 2000.         | 2010.    |
| Белци             | 8.671 (92,4%) | 0 (0,0%) |
| Афроамериканци    | 99 (1,1%)     | 0 (0,0%) |
| Азијати           | 176 (1,9%)    | 0 (0,0%) |
| Хиспаноамериканци | 218 (2,3%)    | 0 (0,0%) |
| Укупно            | 9.387         | 0        |